# Готтзелиг, Генрих
Генрих Готтзелиг (нем. Heinrich Gottselig; 11 апреля 1884, Аушвиц — 20 июня 1935, Франкфурт-на-Майне) — немецкий художник еврейского происхождения.
С детских лет проявил художественную одарённость. В 1901 г. поступил учиться в мастерскую Вильгельма Амандуса Бера во Франкфурте-на-Майне; вместе со своим наставником путешествовал в Россию, написал его портрет. В 23-летнем возрасте добился первого успеха, выставив в Мюнхене «Портрет молодого человека», женский портрет «Симфония в коричневом», несколько шварцвальдских пейзажей. В 1913 г. Готтзелига называют принадлежащим к «лучшим представителям франкфуртской пейзажной и портретной живописи». Среди портретированных им были писатели Томас Манн, Герхардт Гауптман, Вальдемар Бонзельс, композиторы Рихард Штраус, Франц Шрекер, Эжен д’Альбер, певица Фритци Массари и др. Занимался также гравюрой по меди, рисунками архитектурных сооружений и т. д.